# The Cell - La cellula
The Cell - La cellula (The Cell) è un film horror fantascientifico del 2000 diretto da Tarsem Singh e interpretato da Jennifer Lopez, Vince Vaughn e Vincent D'Onofrio.

## Trama
-Lei ha una parte di se, che non mostra mai a nessuno?- Catherine.
-Tutti abbiamo un lato oscuro dentro di noi- Peter Novak.
In un futuro non troppo lontano, una particolare tecnologia permette ad addetti specializzati di venire proiettati all'interno della mente di pazienti in cura presso laboratori sperimentali. Catherine è un'assistente sociale che lavora in uno di questi centri e da tempo sta lavorando con Edward, un bambino in coma: nel tentativo di risvegliarlo, a cadenza regolare si immerge nella sua mente al fine di conquistare la sua fiducia e liberarlo dalle costrizioni che lo tengono intrappolato dentro se stesso. Nonostante i progressi fatti, i genitori del piccolo decidono di fermare la sperimentazione e tentare altri modi per risvegliare il figlio.
Nel frattempo viene catturato Carl Stargher, un maniaco che uccide le proprie vittime facendole annegare all'interno di una cellula sigillata che si riempie poco per volta d'acqua e trasformandole successivamente in oggetti sessuali. Carl viene catturato dall'agente Peter Novak, ma cade in coma una volta esauriti gli psicofarmaci che lo tenevano lucido e gli permettevano di controllare le voci terribili e perturbanti nella sua testa.
Dal momento che l'ultima vittima non viene ritrovata e calcolando che secondo le abitudini dell'uomo la donna potrebbe ancora essere viva, sebbene per ancora poco tempo, si decide di trasportare Carl al centro dove lavora Catherine e si chiede a questa di investigare nella mente di quegli per trovare la cellula di tortura messa in atto dalla sua parte mostruosa. Questo naturalmente comporta grossi rischi per Catherine che, visti i problemi dell'uomo, potrebbe perdersi all'interno della mente distorta di Carl e non riuscire a fare ritorno.
Fin dalla prima immersione è infatti chiaro che l'uomo è particolarmente disturbato e vede se stesso come un despota malvagio all'interno di un proprio mondo perverso, in cui le sue vittime assumono le sembianze di bambole abusate e irriconoscibili. Catherine, terrorizzata, riesce ad uscire dalla mente di Carl poco prima di venire aggredita dal Re Mostro di Carl. Uscita fuori, confida con Novak che nel suo lavoro è sempre riuscita, a illuminare le zone oscure interiori dei suoi pazienti, ma con Carl è stato qualcosa di orribile che mai prima aveva provato. Il Carl Mostro è qualcosa di dominante che pervade quasi tutto, il suo mondo interiore, e teme di doverci rientrare. Ma Novak le pone la questione della salvezza dell'ultima ragazza rapita e la convince a rientrare nella testa di Carl.
Catherine accetta a malincuore. Già dal secondo viaggio si accorge che in Carl esistono due personalità: Carl da adulto (il mostro) e Carl bambino (l'innocenza). Desiderosa di aiutare il Carl bambino, decide di inoltrarsi ulteriormente nella sua mente per aiutarlo. Man mano che le investigazioni proseguono, Catherine adotta il suo solito metodo tentando di guadagnarsi la fiducia del bambino per poter poi conoscere le risposte che sta cercando sulla cellula. Scopre così che Carl da bambino veniva picchiato e abusato dal padre, uomo mentalmente disturbato e membro di una setta religiosa. Ciò aveva causato in Carl un terribile trauma rendendolo schizofrenico e mentalmente instabile.
Carl bambino si dimostra disposto ad essere aiutato da Catherine ma è preoccupato per quanto riguarda il mostro e per ciò che questo può fare alla donna, nei cui confronti è anzi protettivo. Catherine passa dal mondo di Carl bambino a quello di Carl adulto, cercando di farsi dire dove ha nascosto la ragazza rapita.
Ma il mostro riprende il sopravvento e alla fine colpisce Catherine, catturandola nella sua rete. Di conseguenza, la donna non ricorda più chi sia e diventa parte della realtà distorta dell'uomo, trasformandosi in uno dei suoi oggetti sessuali.
A questo punto, vedendo la difficoltà della donna, l'agente Novak decide di entrare anche lui nella mente di Carl e liberare Catherine. Una volta entrato però l'uomo trova una Catherine totalmente fuori di sé, trasformata in una dominatrice sessuale. Questo lo spiazza e permette a Carl di avere il sopravvento su di lui. Viene così torturato, ma fa in tempo a risvegliare Catherine dal suo stato di trance. Catherine, allora, riesce a liberarsi e tirar fuori con sé l'agente.
Nonostante tutto, alla fine del viaggio viene identificato il simbolo di produzione dei macchinari usati da Carl per la preparazione dei cadaveri. Tramite altri indizi, Novak riesce a trovare la cellula in mezzo a una zona desertica, sottoterra (il motivo del deserto era anticipato sin dall'inizio del film), e a liberare la ragazza intrappolata, appena in tempo per evitarne l'annegamento.
Catherine, però, si accorge che dentro Carl non è ancora stata risolta la lotta tra il Carl mostro e il Carl fanciullo. Inverte così il procedimento e lascia entrare Carl all'interno della sua mente, mettendo a rischio la propria integrità. Nella sua mente, ora Catherine rappresenta se stessa come una donna quasi soprannaturale, animata da una grande tenerezza materna verso il Carl bambino, ma anche da una invincibile determinazione a sconfiggere il Carl adulto, che appare invece con sembianze spaventose. Avviene perciò uno scontro violento tra Catherine e il mostro, ma alla fine la donna riesce ad avere la meglio, ferendo  il suo avversario mortalmente. È infatti avvantaggiata, in quanto, nel mondo della sua mente, è lei a essere la più forte. In quello stesso momento, però, Catherine vede che anche il Carl bambino cade a terra ferito e sanguinante. Allora, il morente Carl adulto, con fare derisorio, le spiega che lei ha ucciso entrambi, poiché i due Carl sono la stessa entità.
Catherine fa appena in tempo a prendere fra le braccia il Carl bambino e ad esaudire la sua ultima richiesta, quando i due Carl esalano contemporaneamente l'ultimo respiro: momento, questo, che corrisponde anche alla morte del Carl reale. Catherine ritorna quindi alla realtà, rattristata per non essere riuscita a fare di più per salvare Carl. 
Poco tempo dopo, l'agente Novak fa un sopralluogo nell'appartamento di Stargher con l'FBI, e Catherine lo raggiunge per salutarlo. La donna prende con sé Valentino, il pastore tedesco albino di Stargher, e Novak le rivela che ha deciso di dimettersi, sconvolto dall'esperienza vissuta. In più, Catherine gli fa sapere che ha deciso di continuare a ricorrere all'inversione del processo, lasciando che siano i suoi pazienti ad entrare nella sua mente. In questo modo potrà avere un maggior controllo della situazione e creare un distacco terapeutico tra la persona malata e i suoi incubi. I due si salutano con la promessa di rivedersi.
Catherine, allora, cerca di riacquistare la fiducia del piccolo Edward, il suo paziente di sempre, portandolo appunto nella sua mente.

## Produzione
(Tarsem Singh)

### Riprese
Le riprese sono durate tre mesi, dal 17 giugno 1999 al 22 settembre dello stesso anno. Si sono svolte tra la Namibia e la California.

### Trucco ed effetti speciali
L'ispirazione per la scena in cui il corpo in avanzato stato di decomposizione di Ann viene ritrovato venne a Tarsem quando vide la documentazione scientifica relativa a un vero omicidio. Mostrò queste immagini anche allo staff del trucco, supervisionato da Michelle Burke, che inizialmente doveva ricreare una testa artificiale su cui far camminare delle formiche, ma a causa della mancanza di tempo, l'attrice Catherine Sutherland dovette sottoporsi alle riprese.
Per la scena del sollevamento del corpo del serial killer tramite delle catene attaccate alla pelle con dei ganci, fu realizzata una tuta di sicurezza in lattice che ingabbia il corpo della controfigura di Vincent D'Onofrio, fissandolo con dei cavi che partono dai fianchi e dalle braccia. Per rendere realistica la scena le parti dei cavi sono stati poi coperti in modo tale che la pelle sembrasse tesa.
Per la scena del cavallo tagliato a segmenti ispirata a Damien Hirst, venne contattata una clinica veterinaria parigina che conserva sezioni di animali.

## Accoglienza

### Incassi
Il budget stimato per realizzare il film è di 33.000.000 dollari. Negli USA ha incassato 17.515.050 dollari solo nel primo weekend. Gli incassi totali ammontano a 104.155.843 dollari.

### Critica
Il critico cinematografico Roger Ebert ha considerato il film uno dei migliori dell'anno 2000, affermando: «Tarsem, il regista, è un virtuoso visivo che, senza sforzo, fa il giocoliere con la trama. È splendido il modo in cui miscela così tanti stili, generi in un film così originale».
Mentre invece Morando Morandini scrive: «È, come tentativo di thriller visionario, un bluff che, tolti pochi momenti ingegnosi, ha lo spessore narrativo di un videogioco e il valore grafico della copertina di un CD heavy metal».
Lietta Tornabuoni scrive su La Stampa: «Sono interessanti sia il tentativo di materializzare in immagini una mente malvagia e mostruosa, sia il fallimento del tentativo: un eccesso di artificio troppo lambiccato toglie forza all'impresa».
Marco Balbi scrive su Ciak dell'ottobre del 2000: «è un'opera barocca [...] [il cui problema principale] è proprio la sceneggiatura, una storia inverosimile e prevedibile, una scimmiottatura de Il silenzio degli innocenti».

## Riconoscimenti
- Blockbuster Entertainment Awards 2001: Favorite Actress - Science Fiction Jennifer Lopez
- MTV Movie Award 2001: Best Dressed Jennifer Lopez
- World Stunt Awards - Taurus Award: Best High Work Jill Brown

## Sequel
Nel 2009 è stato realizzato un spin-off direct-to-video dal titolo The Cell 2 - La soglia del terrore, diretto da Tim Iacofano ed interpretato da Tessie Santiago, Chris Bruno e Frank Whaley.

## Citazioni e riferimenti

### Citazioni di altre opere
- Le scene che Catherine guarda in televisione sono del film Il pianeta selvaggio del 1973.[8]
- Nella scena in cui Catherine parla con Carl mentre questi siede accanto ad una vasca in cui sta pulendo una delle sue vittime ricorda per ambientazione e fotografia il video musicale di Losing My Religion dei R.E.M., diretto dallo stesso Tarsem Singh.[4]
- La scena in cui Novak entra nella mente di Carl e si trova in un luogo arido con tre donne a bocca spalancata che immobili guardano il cielo, è ispirata all'opera Dawn (1990) di Odd Nerdrum.[4][9]
- La scena in cui un cavallo viene tagliato in segmenti è un riferimento all'opera dell'artista Damien Hirst, in particolare l'installazione Some Comfort Gained from the Acceptance of the Inherent Lies in Everything del 1996.[4]
- L'ambientazione della scena precedente a quella del cavallo è invece basata sul dipinto Schacht di H. R. Giger.[4]
- Il brano che Catherine ascolta alla radio di casa sua mentre fuma rilassandosi è 'O sciore cchiù felice degli Almamegretta.

### Citazioni
- Il videogioco Silent Hill 4 - The Room trae ispirazione a livello di trama dal film, presentando la doppia personalità di un uomo divisa tra l'adulto (mostro) e il bambino (innocenza). [senza fonte]
- Il set del video musicale di Sweet Sacrifice (degli Evanescence) trae ispirazione da questo film.[10]